# Thomas-Morse TM-24
Thomas-Morse TM-23 – prototypowy amerykański samolot rozpoznawczy zaprojektowany i zbudowany w zakładach Thomas-Morse Aircraft w latach 1923–24 jako prywatna inicjatywa tej firmy. Samolot miał bardzo nowoczesną jak na ówczesne czasy konstrukcję metalową. TM-23 jest uznawany za pierwszy udany metalowy samolot Thomasa-Morse’a, ale pomimo dobrych osiągów nie został on zamówiony przez United States Army Air Service (USAAS).

## Tło historyczne
W czasie I wojny światowej firma Thomas-Morse osiągnęła spory sukces finansowy zdobywając znaczące kontrakty na samoloty S-4 i SH-4 o łącznej wartości ponad miliona dolarów, jeszcze w 1918 firma zatrudniała 1200 pracowników w mieszczących się w Ithace fabrykach. Zakończenie wojny przyniosło ze sobą anulowanie części kontraktów, ale już w 1919 firma otrzymała zamówienie na 50 myśliwców typu Thomas-Morse MB-3. Wiadomo było wówczas, że USAAS planuje zamówić więcej tych udanych myśliwców i w zakładach Thomas-Morse przygotowano się do ich produkcji inwestując w narzędzia i materiały. Ostatecznie jednak kontrakt na budowę dwustu MB-3A został przyznany zakładom Boeinga, które zaoferowały niższą cenę. Utrata intratnego kontraktu była dla Thomas-Morse poważną porażką, z której firma już nigdy się do końca nie podniosła i był to początek powolnego upadku firmy.
Pomimo utraty potencjalnego kontraktu w firmie panował wówczas optymizm co do jej przyszłości i postanowiono wówczas skoncentrować się na projektowaniu samolotów o konstrukcji metalowej. Zakłady Thomas-Morse miały długą tradycję projektowania nowoczesnych i nowatorskich myśliwców (np. Thomas-Morse MB-1, czy MB-2) i pomimo braku doświadczenie w projektowaniu konstrukcji metalowych oraz prawie chałupniczych metod produkcji, począwszy od 1921 w firmie zaprojektowano szereg samolotów, które jednak nie przyniosły firmie sukcesu komercyjnego. Po nieudanych jednopłatach MB-9 (1921), MB-10 (1921) i TM-22 (R-5) (1922) w 1923 w Thomas-Morse został zaprojektowany myśliwiec przechwytujący TM-23. Równolegle z TM-23 w firmie zaprojektowano samolot obserwacyjny TM-24.
Podobnie jak inne samoloty Thomasa-Morse’a także TM-24 został zaprojektowany możliwie jak najkrótszy, aby w taki sposób zmaksymalizować zwrotność samolotu. Kadłub dwumiejscowego TM-24 był o ponad stopę (30 cm) krótszy od kadłuba TM-23 i ponad dwie stopy krótszy od wyposażonego w ten sam silnik samolotu Curtiss P-1.

## Opis konstrukcji
Thomas-Morse TM-24 był jednosilnikowym, dwumiejscowym, dwupłatowym samolotem obserwacyjnym o konstrukcji całkowicie metalowej.
Płaty samolotu miały nietypową konfigurację, jego skrzydła miały różne cięciwy i długość, przy czym górne skrzydło miało mniejszą rozpiętość. Rozpiętość górnego skrzydła była mniejsza o pięć stóp od dolnego skrzydła (1,5 m), cięciwa górnego skrzydła wynosiła 63 cala, a dolnego – 51,5 cali (odpowiednio 160 i 130 cm). Skrzydła były połączone dwoma zastrzałami, jednym o kształcie N i jednym o kształcie odwróconego V.
Wewnętrzna konstrukcja kadłuba wykonana była ze stalowych rur, a sam kadłub kryty był aluminiową blachą falistą z wyjątkiem osłony silnika zrobionej z gładkiej blachy aluminiowej.
Samolot posiadał unikatowy system trymowania, zamiast tradycyjnego trymera na ogonie samolotu znajdowały się niewielkie dodatkowe powierzchnie sterowe ustawiane z kokpitu, które służyły do wyważania samolotu w locie.
Samolot napędzany był chłodzonym wodą silnikiem rzędowym typu Curtiss D-12 o mocy 440 KM z dwupłatowym śmigłem.

## Historia
Samolot został oblatany na przyfabrycznym lotnisku firmy w Ithace i w styczniu 1925 został dostarczony do bazy USAAS McCook Field w celu jego ewaluacji przez Armię, gdzie TM-24 został ogólnie oceniony pozytywnie. Jego najpoważniejszą wadą było to, że strzelec/obserwator stając w jego tylnym kokpicie blokował przepływ powietrza do statecznika pionowego, co było spowodowane krótkim kadłubem. Uznano, że przedłużenie kadłuba spowodowałoby dodatkowe problemy i program został zakończony. Prototyp znajdował się w magazynie w McCook Field jeszcze w 1925. Budowa prototypu i wszystkie koszty związane z tym programem zostały poniesione przez Thomasa-Morse’a i wyniosły łącznie 46 tysięcy dolarów.